# Gert Wanka
Gert Wanka (* 1951 in Döbeln) ist ein deutscher Professor für Angewandte Mathematik.

## Biografie
Gert Wanka studierte Mathematik und wurde 1979 an der Technischen Hochschule Leuna-Merseburg mit dem Thema Randkontakt- und Approximationsprobleme bei linearen elliptischen Differentialgleichungen zweiter Ordnung bei Alfred Göpfert promoviert.
Ab 1980 arbeitete er dort als Wissenschaftlicher Assistent und später als Wissenschaftlicher Oberassistent.
1989 habilitierte er sich mit dem Thema Dualität bei skalaren und vektoriellen Steuer-Approximationsproblemen.
Wanka ist Inhaber des Lehrstuhls für Approximationstheorie an der Technischen Universität Chemnitz.
Gert Wanka ist mit der Mathematikprofessorin und CDU-Politikerin Johanna Wanka verheiratet, mit der er zwei Kinder hat.

## Veröffentlichungen (Auswahl)
- Radu Ioan Boţ, Sorin-Mihai Grad, Gert Wanka: Duality in Vector Optimization, Springer, Berlin 2009, ISBN 978-3-642-02885-4.